# Євреї у Другій світовій війні
Євреї у Другій світовій війні брали участь переважно як громадяни воюючих держав. В історіографії Другої світової війни дана тема широко розглянута в контексті Голокосту. Однак євреї були не тільки об'єктом винищення, проведеного нацистською Німеччиною та її союзниками, а й активними діячами, що вплинули на хід і результат війни. Особливість боротьби проти нацистів полягала для євреїв в тому, що вони боролися проти власного тотального знищення.
У ході війни загинуло за різними оцінками від 5 до 6 млн євреїв. Велика частина загиблих була вбита нацистами і їх посібниками в країнах «осі» та на окупованих територіях в Європі. Близько 1,5 млн євреїв брали участь у антинацистської опорі — в арміях країн антигітлерівської коаліції, а також у підпіллі і партизанському русі. Активну участь у боротьбі з нацизмом і спробах порятунку європейських євреїв брали єврейські національні організації різних країн. Існувало також явище єврейського колабораціонізму, пов'язане в основному зі створеними нацистами тимчасовими органами єврейського «самоврядування» на території окупованих країн.

## Євреї у країнах антигітлерівської коаліції
Не менше 1,4–1,5 мільйона євреїв воювали в арміях антигітлерівської коаліції, в тому числі 556 000 в армії США і 501 000 — у лавах Збройних сил СРСР. Сотні тисяч євреїв-солдатів загинули, більше 350 тисяч були поранені, кожен третій — важко. Ще в період війни 50 тисяч з них померло від ран.
Електронна єврейська енциклопедія наводить таку статистику участі євреїв в арміях союзників:
| Держава                                     | Чисельність євреів в армії |
| ------------------------------------------- | -------------------------- |
| Австралія та Нова Зеландія                  | 3 000                      |
| Бельгія                                     | 7 000                      |
| Велика Британія                             | 62 000                     |
| Нідерланди                                  | 7 000                      |
| Греція                                      | 13 000                     |
| Канада                                      | 16 000                     |
| Палестинські підрозділи в британській армії | 35 000                     |
| Польща                                      | 140 000                    |
| СРСР                                        | 500 000                    |
| США                                         | 550 000                    |
| Франція                                     | 46 000                     |
| Чехословаччина                              | 8 000                      |
| Південна Африка                             | 10 000                     |
| Всього                                      | 1 397 000                  |

Дана статистика не враховує єврейських партизанів і підпільників на окупованих нацистами територіях. За даними ізраїльського «Музею єврейського воїна Другої світової війни» їх налічувалося 93 310 осіб.

### Євреї СРСР

#### Голокост на окупованій території СРСР

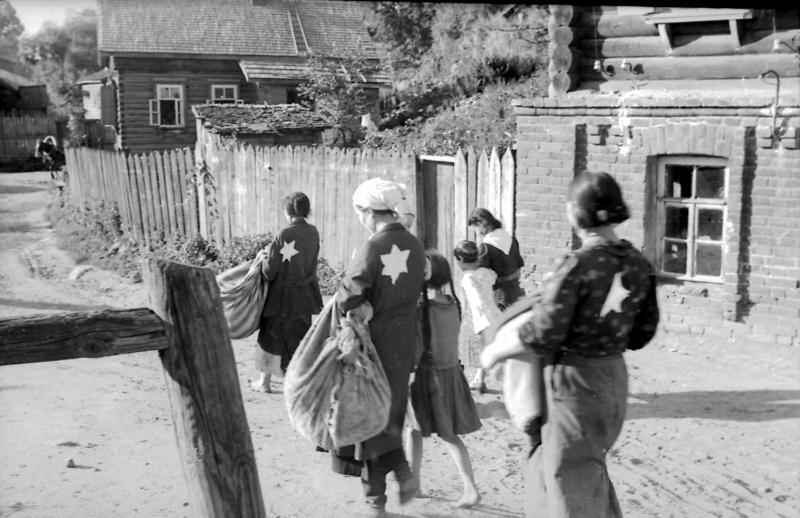
Виселення в гетто євреїв Могильова в липні 1941 року

Після нападу Німеччини на СРСР і окупації західної частини країни євреї, які проживали в Україні, в Білорусі та Прибалтиці, виявилися жертвами нацистських переслідувань. Деяка частина з них встигла евакуюватися на схід і південь країни. Співробітник Єрусалимського університету С. Швейбіш писав, що до початку війни в СРСР проживало (без урахування біженців з окупованої частини Польщі та з Румунії) 4855 тис. євреїв, у тому числі 4095 тис. на території, яка під час війни зазнала окупації. З них в радянський тил було евакуйовано 1 200–1 400 тис. євреїв. За даними Центрального статистичного управління СРСР з врахованого за списками на 15 вересня 1941 населення, що підлягає евакуації (крім дітей з евакуйованих дитячих установ), частка євреїв становила 24,8 % (друге місце після росіян — 52,9 %). Чисельність радянських євреїв, які опинилися на окупованій німцями території, склала 2,75–2,90 млн осіб, більшість з них загинула .
Ілля Альтман виділяє наступні етапи у здійсненні Голокосту на території СРСР:
1. 22 червня 1941 (напад на СРСР) — січень 1942 (Ванзейська конференція)
2. лютий 1942 — осінь 1943 (ліквідація гетто і робочих таборів в німецьких зонах окупації)
3. зима 1943/1944 — осінь 1944 (переведення уцілілих євреїв до концтаборів і повне звільнення від євреїв окупованої території СРСР)

Іцхак Арад розглядає три етапи в наступних інтервалах:
1. 22 червня 1941 (напад на СРСР) — лютий 1942. За цей час знищено більшість євреїв Литви, Латвії, Естонії, Молдови, майже всі євреї Східної Білорусі, Східної України і зайнятих німцями районів РРФСР.
2. весна 1942 — грудень 1942. Знищено більшість євреїв західної України і Білорусі, а також південних районів РРФСР, окупованих влітку 1942 року.
3. січень 1943 — кінець літа 1944. Знищення решти євреїв на окупованих територіях перед відступом німців.

Історик Павло Полян відзначає також цікавий факт. Після приєднання Західної Білорусі та України в результаті поділу Польщі між Німеччиною та СРСР у 1939 році відбулися дві депортації осадників і членів їх сімей, деяку частину депортованих склали євреї. Крім того, в 1940 році відбулася депортація в Сибір єврейських біженців, які емігрували з зайнятих Німеччиною польських територій на територію Білорусі. Всього в Сибір було вислано 70–90 тисяч осіб, з яких 85–90 % були євреями. Фактично ця депортація врятувала їм життя. Він же пише, що суть Голокосту владою СРСР навмисно замовчувалася. У всіх документах від періоду звільнення Освенцима і до самого Нюрнберзького процесу в радянських документах згадувалося «знищення радянських громадян» при повному замовчуванні етнічної складової. Так, у висновку державного радника юстиції Д. І. Кудрявцева, експерта та представника Надзвичайної державної комісії на процесі у справі військових злочинців — службового персоналу концтабору Освенцим, представленому Верховному трибуналу Польської Республіки 13 грудня 1947 року, слово «єврей» взагалі відсутнє. Замовчування в СРСР суті Голокосту як масових вбивств євреїв за національною ознакою підтверджується також іншими авторами.

#### Участь у боротьбі з нацизмом
Більше півмільйона радянських євреїв воювали в армії, підпіллі та партизанських загонах. Десятки тисяч євреїв брали участь в опорі на окупованій нацистами радянській території.
У Червоній Армії
За даними Центрального архіву Міністерства оборони Росії в ході війни з Німеччиною у військах налічувалося близько 501 тисячі євреїв, у тому числі 167 тисяч офіцерів і 334 тисячі солдатів, матросів і сержантів. За даними цього ж архіву за роки війни загинуло в боях, померло від ран і хвороб, пропало безвісти 198 тисяч військовослужбовців-євреїв. Це становить 39,6 % від їх загального числа. За даними доктора Іцхака Арада приблизно 120—180 тисяч євреїв загинули на фронті і близько 80 тисяч були вбиті в таборах для військовополонених. З живих 300 тисяч воїнів-євреїв 180 тисяч (60 %) були поранені, з них більше 70 тисяч (38 %) — важкопоранені. Як пише історик Павло Полян, 27 % євреїв пішли на фронт добровольцями, 80 % євреїв рядового і молодшого начальницького складу служили в бойових частинах.
З 800 тисяч жінок, що брали участь у війні, 20 тисяч були єврейками. 44 % з них служили в сухопутних військах, 29 % — в медицині, 11 % — у військах зв'язку, 10 % — в ППО і 6 % — в авіації. Високий відсоток євреїв був серед інженерно-технічного і командного складу інженерних військ, а також військових медиків. Загальна чисельність євреїв-медиків невідома, але 6000 з них загинули в боях. Високий відсоток офіцерів, частку в інженерних військах та інших технічних службах джерела пояснюють відносно більш високою часткою вищої освіти серед євреїв. Згідно з переписом 1939 року євреї становили 1,78 % населення СРСР, одночасно вони становили 15,5 % всіх радянських громадян з вищою освітою (в абсолютних цифрах [171 000] вони поступалися лише росіянам [620 209] і випереджали українців [147 645]). У 1939 році в СРСР налічувалося 98 216 студентів-євреїв (11,1 % від загального числа студентів), причому в Москві євреї становили 17,1 % всіх студентів, в Ленінграді — 19 %, Харкові — 24,6 %, Києві — 35,6 %, Одесі — 45,8 %.
У командуванні Червоної армії налічувалося 305 євреїв у званні генералів і адміралів, 38 з них загинули в боях. За родами військ генерали розподілилися наступним чином: загальновійськових генералів — 92, генералів інженерно-технічної служби — 34, генералів артилерії — 33, генералів авіації — 26, генералів танкових військ — 24, генералів інженерно-авіаційної служби — 18. Євреями були 9 командирів армій і флотилій, 8 начальників штабів фронтів, флотів, округів, 12 командирів корпусів, 64 командири дивізій різних родів військ, 52 командири танкових бригад. За роки війни кількість євреїв-генералів, що безпосередньо воювали на фронті, склала 132 людини.
Джерела зазначають, що перший в історії війни контрудар частин Червоної Армії провів 23 червня 1941 в районі Гродно командир 6-го механізованого корпусу генерал-майор Михайло Хацкілевич. Маршал Жуков написав у своїх спогадах: «З цього бою не повернувся і комкор М. Г. Хацкілевич. Це був хороший командир, смілива людина». Командир 25-го механізованого корпусу генерал-майор Семен Кривошеїн відзначився в оборонних боях у липні 1941 року в районі Могильова. Механізований корпус Кривошеїна жартома називали «євреїзованим»: у ньому служили начальником штабу корпусу полковник Лімберг, зампотехом корпусу — полковник Лівшиць, командирами двох танкових бригад полковники Євсевій Вайнруб і Абрам Темник і безліч інших солдатів і офіцерів-євреїв. 15 євреїв служили командирами підводних човнів, сім загинули в бою, трьом було присвоєно звання Героя Радянського Союзу.
Всього 7 євреїв дослужилися до звання генерал-полковника: Григорій Штерн, Яків Смушкевич, Володимир Колпакчи, Яків Крейзер, Олександр Цирлін, Леонтій Котляр, Лев Мехліс. Штерн і Смушкевич, що встигли повоювати на Далекому Сході і в Фінляндії, 28 жовтня 1941 року було розстріляно (згодом реабілітовані). Колпакчи, Крейзер, Цирлін і Котляр успішно проявили себе у військових діях у німецько-радянській війні. Мехліс під час війни, будучи членом військових рад ряду фронтів, за словами Леоніда Радзиховського, «користувався моторошною славою „персонального вуха Сталіна“», поєднуючи функції начальника Політичного управління і наркома держконтролю.
Співробітник інституту «Яд ва-Шем» доктор наук Арон Шнеєр стверджує, що було кілька спроб з боку євреїв ініціювати створення в Червоній Армії національних військових частин за прикладом польських, латиських, литовських, вірменських та ін. Наприклад, після звільнення Краснодара і ознайомлення з інформацією про тотальне знищення євреїв у місті, комісар дивізії Моргуліс сказав:
 Якби у нас був полк хоча б з декількома танками, німецька наволоч не вдалася б до такого геноциду. Потрібна єврейська армія! Створити б єврейську дивізію, на зразок естонської і латиської. 
Однак керівництво СРСР пропозицій щодо створення єврейських національних військових частин не прийняло.
У першому складі 201-ї Латиської стрілецької дивізії за офіційними даними було 17 % євреїв, всі вони були добровольцями. В деяких підрозділах, де відсоток євреїв був вищий, ніж в середньому по дивізії, навіть заняття проводили мовою їдиш. Перший командир дивізії полковник Ян Вейкін в 1966 році сказав, що євреїв в дивізії було 30 %. У 16-ї стрілецької Литовської дивізії чисельність євреїв складала до 33 %. Як пише Вілен Люлечник, її називали «найбільш єврейською дивізією» Червоної Армії.
Подвиги солдатів і офіцерів-євреїв
На рік раніше Олександра Матросова, як і багато інших воїнів, 22 лютого 1942 року закрив грудьми амбразуру ворожого дзоту Абрам Левін. Такий же подвиг здійснили ще четверо євреїв. Причому Райз Т. Х., отримавши 18 кульових поранень, залишився живий.
На наступний день після тарану Миколи Гастелло направив свій палаючий літак в гущу ворожих військ Ісаак Пресайзен. Згодом цей подвиг повторили Ісаак Беціс, Ісаак Іржак, Зіновій Левицький, Ісаак Шварцман, Ілля Катунін та інші — всього 11 льотчиків-євреїв. Чотири льотчики-євреї вчинили повітряний таран. Командир 164-го стрілецького полку Наум Пейсаховський під щільним вогнем супротивника особистим прикладом захопив бійців в атаку на будівлю рейхстагу і отримав важке (восьме) поранення. За цей подвиг він був представлений маршалом Жуковим до звання Героя Радянського Союзу. У 1961 році Жуков назвав одним з найбільш пам'ятних подвигів — рядовий Юхим Дискін в одному бою, будучи тричі пораненим, знищив 7 танків противника.
Євреї-військовополонені

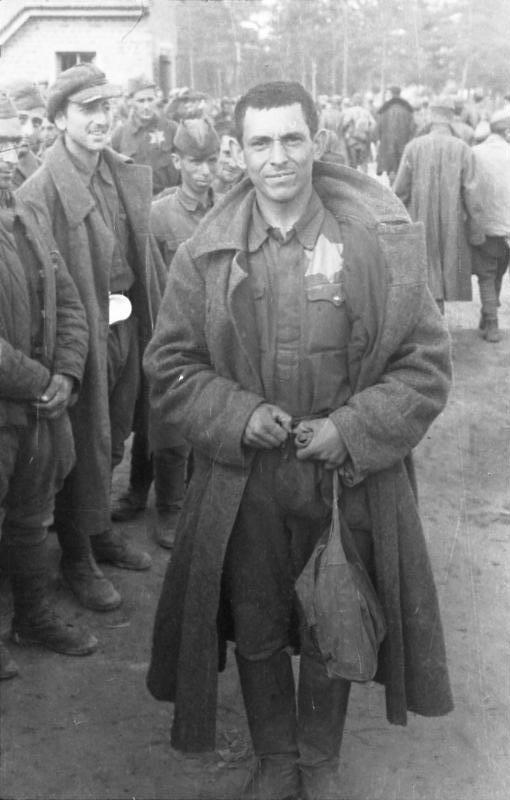
Радянський військовополонений-єврей з жовтою зіркою, 1941 р.

Спеціальні директиви німецького командування вказували, що взяті в полон євреї підлягають знищенню. Часто військовополонених-євреїв убивали на місці, в інших випадках вони відділялися від інших військовополонених і згодом відправлялися в табори смерті. Павло Полян підкреслює, що «Голокост як система фізичного знищення німцями євреїв хронологічно веде свій початок саме з систематичного вбивства євреїв-військовополонених», оскільки такі розстріли почалися вже 22 червня 1941 року, задовго до Ванзейської конференції та на два дні раніше, ніж перші акції зі знищення цивільного єврейського населення.
Майже всі радянські євреї-військовополонені загинули, Павло Полян називає цифру 94 %. Основним способом знищення євреїв-військовополонених були масові розстріли. На думку автора книги «Полон» доктора Арона Шнеєра, масової загибелі євреїв-військовополонених Червоної Армії сприяло те, що євреїв часто видавали німцям свої ж товариші по службі. Свою думку Шнеєр підкріплює численними фактами і свідченнями.
У підпіллі і партизанах
Мінське підпілля очолював Ісай Казінець, страчений окупантами 7 травня 1942. 8 травня 1965 йому було посмертно присвоєно звання Героя Радянського Союзу. Казінець — єдиний цивільний з євреїв-героїв СРСР. У багатьох гетто були створені підпільні групи. В одному лише мінському гетто під керівництвом Михайла Гебелєва діяло 22 підпільних групи загальною чисельністю близько 300 осіб.

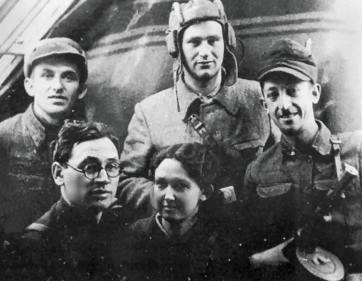

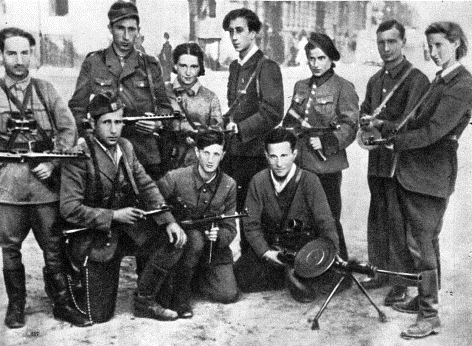
Підпільники вільнюського гетто. У центрі стоїть поет і командир підпілля Абба Ковнер.

У Глибокському гетто в 1943 році відбулося збройне повстання:

Повстання почалося 19 серпня 1943, організоване тов. Ліберманом. Умовним сигналом всі кинулися на прорив дротяних загороджень паркану. Зав'язався бій з німцями і поліцією. У першу чергу були закидані гранатами кулеметні гнізда, чатові на вежах, поліцейська дільниця. Німці були приголомшені такими діями і відкрили артилерійський вогонь, підійшли танки, але нічого не могло утримати цього натиску, євреї чинили опір, а один бункер німці не могли взяти протягом цілого дня… Було вбито і поранено 100 гітлерівців. Частина євреїв пішла в ліс, а більша частина була розстріляна. Смертю хоробрих загинув і організатор цього повстання тов. Ліберман.
— НАРБ, фонд 750, опись 1, единица хранения 231, стр.23-25
Основна частина єврейського партизанського руху була в Білорусі, в меншій мірі в Україні і Литві. Велика частина євреїв-партизан була біженцями з гетто. Найбільший партизанський загін, який цілком складався з євреїв, був створений братами Бельськими в 1941 році після вторгнення німецьких військ до Білорусі і масових розправ над єврейським населенням. Загін діяв до закінчення окупації Білорусі в 1944 році і нараховував до кінця війни 1200 осіб, у тому числі 350 озброєних бійців. Популярність здобув також єврейський партизанський загін 106 Шолома Зоріна, який налічував 600 осіб, у тому числі 137 — бойова рота, решта цивільні (в основному жінки і діти). Першим заступником начальника Білоруського штабу партизанського руху був секретар ЦК КПБ Григорій Ейдінов, двоє євреїв були командирами партизанських бригад. На території Литви після знищення вільнюського гетто бився єврейський партизанський загін «Некама» («Помста») під командуванням Абби Ковнера. Близько 1500 євреїв воювали в єврейських групах і загонах в Україні. 26 українських євреїв командували партизанськими загонами і з'єднаннями. Загальна чисельність євреїв-партизан в Україні близько 4000 чоловік, з них у книзі С. Єлисаветинського «Півстоліття забуття. Євреї в русі Опору і партизанській боротьбі в Україні (1941–1944)» наведені поіменні списки кількістю 2000.
У 70 чисто єврейських партизанських загонах на території СРСР воювало приблизно 4000 чоловік. Всього в партизанських загонах на території СРСР налічувалося за різними відомостями від 15 до 49 000 євреїв.
Нагороди

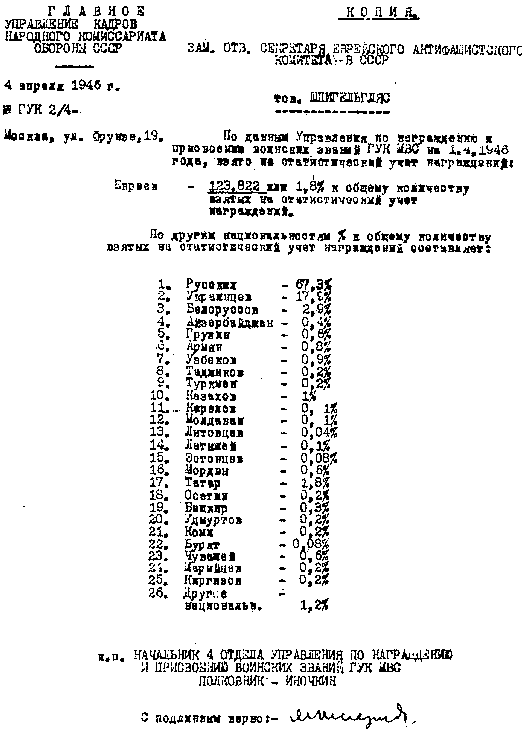
Офіційна відповідь Головного управління кадрів НКО на запит ЄАК про число нагороджених військовослужбовців-євреїв

Звання Героя Радянського Союзу під час німецько-радянської війни було присвоєно 131 єврею, у тому числі 45 — посмертно. Ще 8 загинули після присвоєння звання Героя. З урахуванням післявоєнних нагороджень число Героїв склало 157 осіб. Полковник (згодом генерал-полковник танкових військ) Давид Драгунський отримав це звання двічі, ще 12 стали повними кавалерами ордена Слави. У період Другої світової війни — 17 листопада 1939 року — за мужність і відвагу в боях на річці Халхин-Голі другу Зірку Героя отримав комкор Яків Смушкевич. Єдина жінка з євреїв-героїв — льотчик бомбардувальної авіації гвардії старший лейтенант Поліна Гельман. Найбільш відомим з радянських євреїв-полководців німецько-радянської війни був командувач 51-ю армією генерал-лейтенант, Герой Радянського Союзу Яків Крейзер. Одним з керівників оборони Брестської фортеці був полковий комісар Юхим Фомін, посмертно нагороджений орденом Леніна. Трьома орденами Бойового Червоного Прапора, п'ятьма чехословацькими орденами і званням Народного Героя Чехословацької республіки був нагороджений легендарний розвідник і партизанський командир Євген Волянський, справжнє ім'я якого було Юхим Коренцвіт.
Нагороджений югославськими орденами «За заслуги перед народом» і «За хоробрість», а також орденом Червоного Прапора «комбат Перо Рус» — капітан Червоної Армії Петро Оранський, який пораненим потрапив у полон в оточеному Севастополі і втік згодом з німецького концтабору до югославських партизанів. Очолюваний ним 4-й «російський» батальйон 7-ї воєводинської ударної бригади неодноразово відзначався в наказах штабів з'єднань і частин НВАЮ за стійкість і мужність.
Чотири офіцери-євреї навічно занесені в списки своїх військових частин: капітани Борис Хігрін та Ілля Катунін, майор Цезар Куніков і капітан 2-го рангу Ізраїль Фісанович.
На 1 квітня 1946 число нагороджень євреїв орденами і медалями склало 123 822, а з урахуванням післявоєнних нагороджень до 1963 року — 160 772 людини.

#### Робота в тилу

Головний конструктор СКБ-2 Кіровського заводу Жозеф Котін

Безліч євреїв внесло свій внесок у перемогу, працюючи в тилу. Особливо цінною була праця розробників нових видів озброєнь. Серед них знамениті творці авіатехніки Семен Лавочкін, Михайло Міль і Михайло Гуревич, конструктори танків Яків Баран, Борис Черняк і Жозеф Котін, творці реактивних мінометів Леонід Шварц, Мойсей Комісарчик, Яків Шор, Лев Левін та інші. Орден Леніна в 1944 році за створення унікальних зразків авіаційного озброєння отримав Олександр Нудельман — в майбутньому двічі Герой Соціалістичної Праці.
Величезний внесок у створення нової військової техніки внесли учені-євреї, зокрема академіки Абрам Йоффе, Абрам Аліханов, Бенціон Вул, Олександр Мінц, Яків Зельдович і Юлій Харитон.
Безліч євреїв працювали на відповідальних постах у військовій промисловості: нарком озброєння Борис Ванников, директор Кіровського машинобудівного заводу і нарком танкової промисловості Ісаак Зальцман, директор Пермського машинобудівного заводу Абрам Биховський, директор Сталінградського заводу «Барикади» (згодом Уральського збройового заводу) Лев Гонор, головний конструктор детонаторів для боєприпасів Давид Вишневський — всі вони були удостоєні звання Героя Соціалістичної Праці.
За участь у розробці нових видів озброєння і бойової техніки та за активну організацію роботи підприємств і конструкторських бюро для потреб фронту, більш 180 тисяч євреїв — учених, інженерів, керівників і робітників були нагороджені орденами і медалями СРСР. Майже 300 євреїв були удостоєні звання лауреата Сталінської премії в галузі науки і техніки. Більше 50 євреїв — керівники підприємств та організацій, які працювали для потреб фронту, отримали генеральські звання.

#### Єврейський антифашистський комітет
7 квітня 1942 року в радянській пресі було опубліковано повідомлення про заснування «Єврейського антифашистського комітету» і його звернення до «євреїв в усьому світі» прийти на допомогу Радянському Союзу за 47 підписами. Заклик ЄАК мав відгук у західних країнах: у США була створений Єврейська рада з надання допомоги Росії у війні на чолі з А. Ейнштейном. У Палестині було засновано також громадський комітет з надання допомоги СРСР в його боротьбі проти фашизму, згодом відомий як «Ліга Ві» (англ. Victory — «перемога»). ЄАК очолив художній керівник «Державного єврейського театру» Соломон Міхоелс. Безпосередньо діяльність ЄАК курирував заступник наркома закордонних справ і начальника «Радінформбюро» Соломон Лозовський.
Для радянських збройних сил ЄАК зібрав 16 мільйонів доларів в США, 15 мільйонів в Англії і Канаді, 1 мільйон в Мексиці, 750 тисяч в британській Палестині, а також вніс іншу допомогу: машини, медичне обладнання, санітарні машини, одяг. 16 липня 1943 року «Правда» повідомила: «Соломон Міхоелс та Іцик Фефер отримали повідомлення з Чикаго, що спеціальна конференція Джойнта розпочала кампанію, щоб фінансувати тисячу санітарних машин для потреб Червоної Армії». На зібрані за призовом ЄАК Джойнтом гроші були придбані 1000 літаків, 500 танків, відправлені в СРСР два пароплава з речами, медикаментами та продуктами. Діяльність ЄАК сприяла відкриттю Другого фронту.

#### Антисемітизм в СРСР під час війни
Антисемітизм в СРСР проявлявся в цей період в наступному:
- Єврейські погроми і масові вбивства євреїв, що здійснюються колабораціоністами на окупованій території, видача євреїв, що переховувалися.
- Допомога нацистам у виявленні євреїв серед військовополонених[24].
- Відмова в прийомі в партизанські загони і відправка втікших з гетто назад, знущання і навіть розстріли як німецьких шпигунів.
- Поширення на неокупованій території чуток про те, що «євреї не воюють», що на фронті їх немає, що всі вони влаштувалися в тилу, в постачанні і так далі.
- Відмова в просуванні по службі, неподання до нагород, затримка нагород тощо

Існує думка, що євреї ухилялися від служби в армії взагалі і в бойових частинах зокрема. Наприклад, Олександр Солженіцин у книзі «Двісті років разом» пише:
|  | Поки ж рядовий фронтовик, озираючись з передової собі за спину, бачив, всім зрозуміло, що учасниками війни вважалися і 2-й і 3-й ешелони фронту: глибокі штаби, інтендантства, вся медицина від медсанбатів і вище, багато тилових технічних частин, і у всіх них, звичайно, обслуговчий персонал, і писарі, і ще вся машина армійської пропаганди, включаючи і переїзні естрадні ансамблі, фронтові артистичні бригади, — і всякому було наочно: так, там євреїв значно густіше, ніж на передовій. Оригінальний текст (рос.) Пока же рядовой фронтовик, оглядываясь с передовой себе за спину, видел, всем понятно, что участниками войны считались и 2-й и 3-й эшелоны фронта: глубокие штабы, интендантства, вся медицина от медсанбатов и выше, многие тыловые технические части, и во всех них, конечно, обслуживающий персонал, и писари, и ещё вся машина армейской пропаганды, включая и переездные эстрадные ансамбли, фронтовые артистические бригады, — и всякому было наглядно: да, там евреев значительно гуще, чем на передовой. |

Був поширений вислів, що євреї воюють на «Ташкентському фронті», з натяком, що вони всі евакуювалися в глибокий тил. Однак безліч джерел, включаючи офіційну статистику, спростовують цю думку. Зокрема, історик Марк Штейнберг зазначає, що в армії служило 20 % від усіх євреїв, що залишилися на неокупованої території і наводить цифри неповоротних втрат: якщо в середньому по армії вони склали 25 %, то серед євреїв бойові втрати склали майже 40 %. На думку Штейнберга, це було б неможливо, якби євреї служили в тилових частинах, а не на передовій. Арон Шнеєр вказує, що частка добровольців-євреїв була найвищою серед усіх народів СРСР (27 %). Серед воїнів-євреїв, загиблих і померлих від ран, 77,6 % становили рядові солдати і сержанти й 22,4 % — молодші лейтенанти і старші лейтенанти. На думку Валерія Каждая, це свідчить, що євреї гинули не в другому ешелоні і не в тилу, а саме на передовій.

## Євреї у складі Вермахту
Попри те, що однією з доктрин Нацистської Німеччини було знищення євреїв як нації, значна частина євреїв воювала у складі Вермахту. За даними дослідження Брайана Марка Рігга («Єврейські солдати Гітлера: нерозказана історія нацистських расових законів і людей єврейського походження в німецькій армії») у німецькій армії налічувалось близько 150 тис євреїв.